# Сен-Максимен-ла-Сент-Бом
Сен-Максиме́н-ла-Сент-Бом (фр. Saint-Maximin-la-Sainte-Baume) — коммуна на юго-востоке Франции в регионе Прованс — Альпы — Лазурный берег, департамент Вар, округ Бриньоль, супрефектура одноимённого кантона.
Площадь коммуны — 64,8 км², население — 14 183 человека (2006) с выраженной тенденцией к росту: 14 734 человека (2012), плотность населения — 227,0 чел./км².

## Население
Население коммуны в 2011 году составляло — 14 587 человек, а в 2012 году — 14 734 человека.
| 1962 | 1968 | 1975 | 1982 | 1990 | 1999  | 2006  | 2011  | 2012  |
| ---- | ---- | ---- | ---- | ---- | ----- | ----- | ----- | ----- |
| 2755 | 3180 | 4013 | 5511 | 9594 | 12402 | 14183 | 14587 | 14734 |

Динамика населения:

## Экономика
В 2010 году из 9273 человек трудоспособного возраста (от 15 до 64 лет) 6509 были экономически активными, 2764 — неактивными (показатель активности 70,2 %, в 1999 году — 63,6 %). Из 6509 активных трудоспособных жителей работали 5754 человека (3151 мужчина и 2603 женщины), 755 числились безработными (311 мужчин и 444 женщины). Среди 2764 трудоспособных неактивных граждан 885 были учениками либо студентами, 831 — пенсионерами, а ещё 1048 — были неактивны в силу других причин.
На протяжении 2010 года в коммуне числилось 6298 облагаемых налогом домохозяйств, в которых проживало 14 318,5 человек. При этом медиана доходов составила 19 930 евро на одного налогоплательщика.

## Фотогалерея

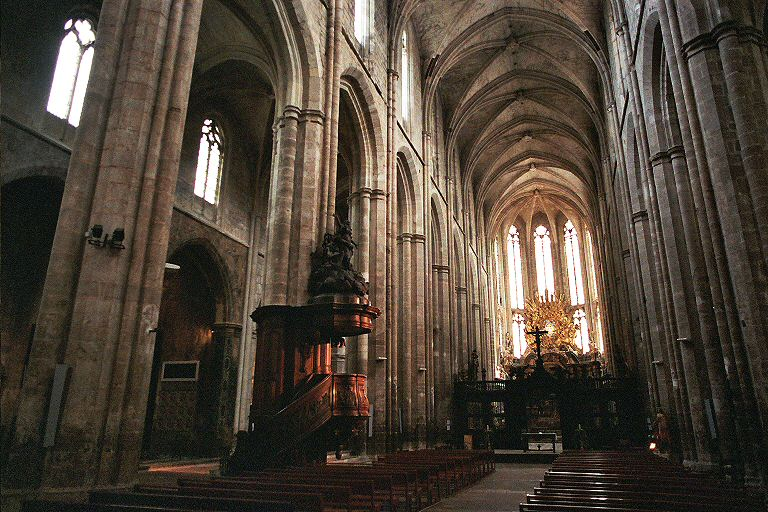
Центральный неф базилики
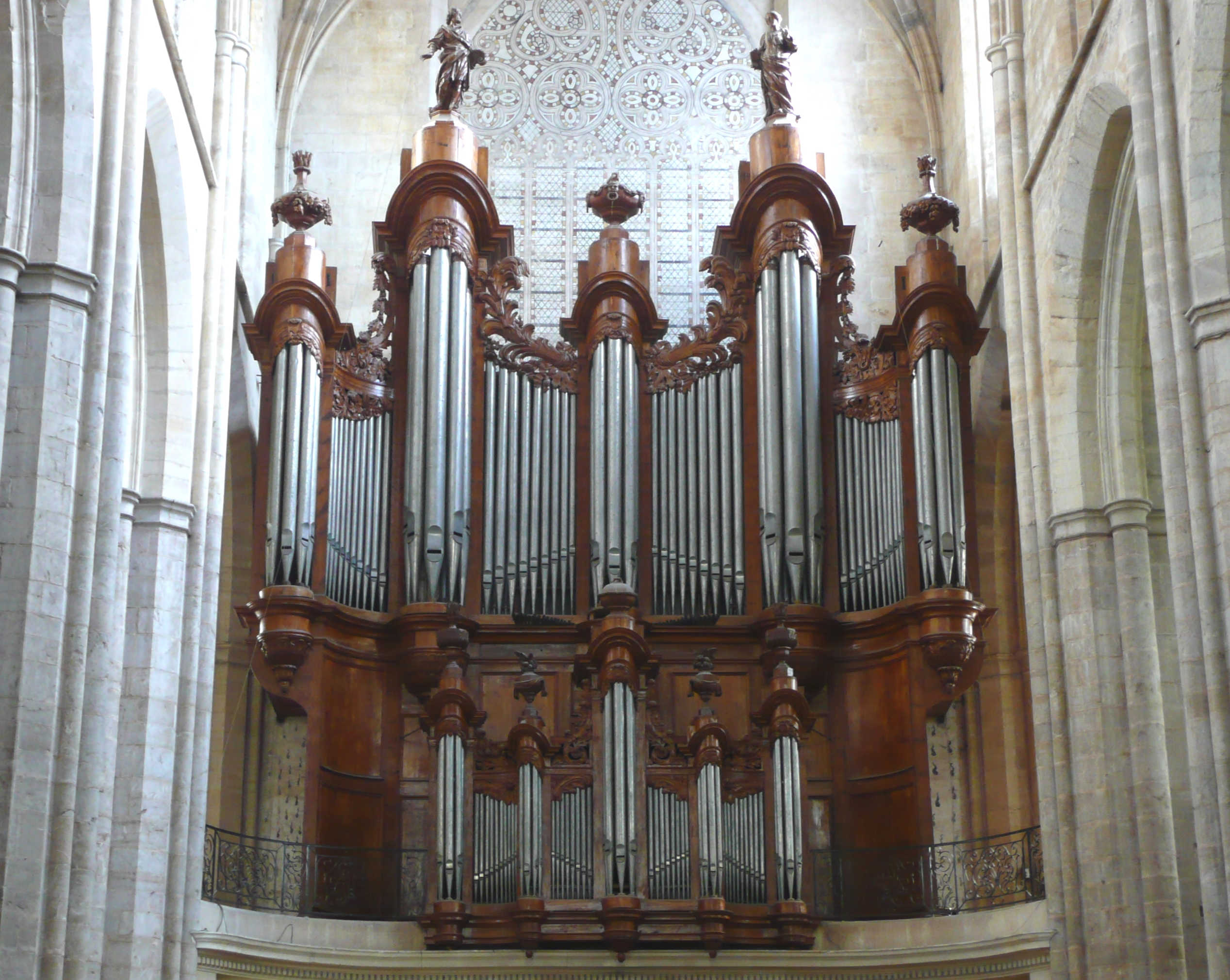
Орга́н базилики
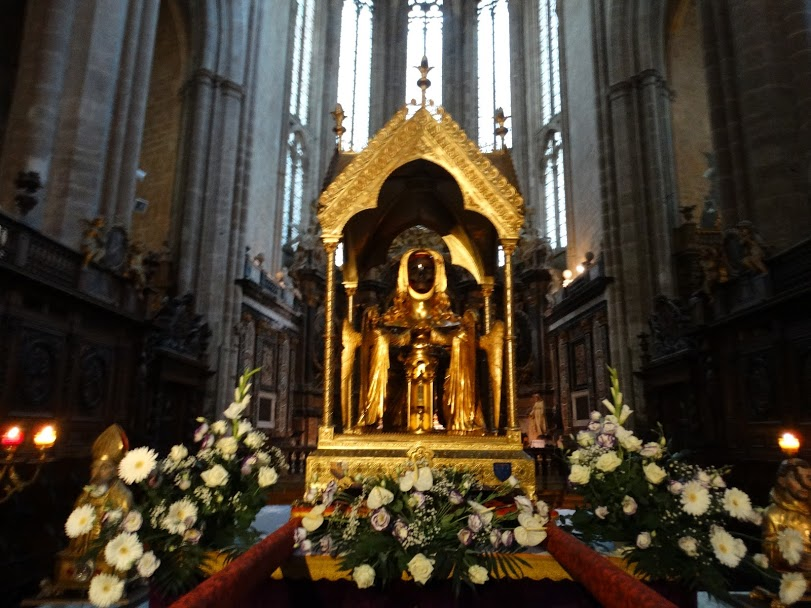
Алтарь
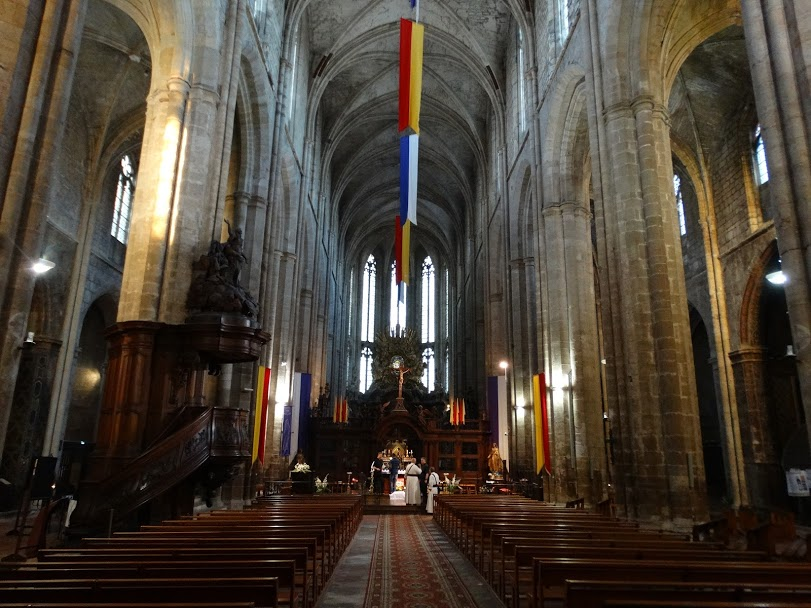
Базилика